# (5224) Abbe
(5224) Abbe (1982 DX3) – planetoida z pasa głównego asteroid okrążająca Słońce w ciągu 3,37 lat w średniej odległości 2,25 j.a. Odkryta 21 lutego 1982 roku.